# Michał Ostaszewski
Michał Ostaszewski herbu Ostoja (ur. ok. 1735, zm. 5 października 1816) – organizator i jeden z przywódców konfederacji barskiej 1768-1772 na Podkarpaciu, zwolennik Konstytucji 3 maja, inicjator budowy uzdrowiska Iwonicz-Zdrój.

## Życiorys
Urodził się około 1735 r. Wziął udział w konfederacji barskiej – zbrojnym ruchu obrony przeciw despotyzmowi rosyjskiemu. Jego postać upamiętnił zbieracz tradycji barskich i pisarz, Szczęsny Morawski, w powieści "Pobitna pod Rzeszowem":
"Ostaszewski, obywatel sanockiej ziemi, wyskoczył na stół , wziął podane sobie pismo i czytał donośnym głosem: ‘Uniwersał Marszałka Konfederacyi […] Synowie! Łączcie się bronić praw waszych […] jeżeli iść nie chcemy w jarzmo potencyi rosyjskiej […]' My obywatele prześwietnej Ziemi Sanockiej nie damy się uprzedzić w obronie wiary świętej, którą ojcowie nasi od wieków bronili i wolności naszej szlacheckiej i praw swobodnie od przodków naszych ustanowionych, a teraz przez Moskwę haniebnie znieważonych i deptanych! Cała prześwietna Ziemia niechaj się łączy z nami, niechaj na koń wsiada i niechaj się wylaniem krwi swej szlacheckiej manifestuje przeciw zgwałceniu swobód ojczystych."
Był właścicielem dóbr w ziemi sanockiej (włączonej w pierwszym rozbiorze 1772 r. do Austrii): w 1775 nabył od Magdaleny z Uniatyckich Orzechowskiej wieś Jabłonkę; w 1793 od Teresy z Ossolińskich Potockiej majątki Klimkówkę i Iwonicz, a w 1794 od tejże samej Teresy Potockiej dobra Wzdów i Sieniawę. W Iwoniczu, bogatym w wody mineralne, założył pierwsze instalacje zdrojowe i kąpielowe (potem znacznie rozbudowane przez kolejnych właścicieli Iwonicza, rodzinę Załuskich).
Utrzymywał kontakty z Hugonem Kołłątajem. Dwaj bracia Hugona, Rafał Kołłątaj i Jan Kołłątaj, byli świadkami na ślubie jego córki Antoniny z Józefem Podoskim w Iwoniczu 14 lutego 1796..
Zmarł w 1816 w Krościenku Wyżnym. Pochowany został w Klimkówce.
Był dwukrotnie żonaty. Z pierwszej żony, Marii Krynickiej, miał synów Sebastiana (1755-1826) i Kazimierza (1756-1845), a z drugiej, Marii Zielińskiej, syna Józefa (1765-1854). Miał też cztery córki.

## Galeria

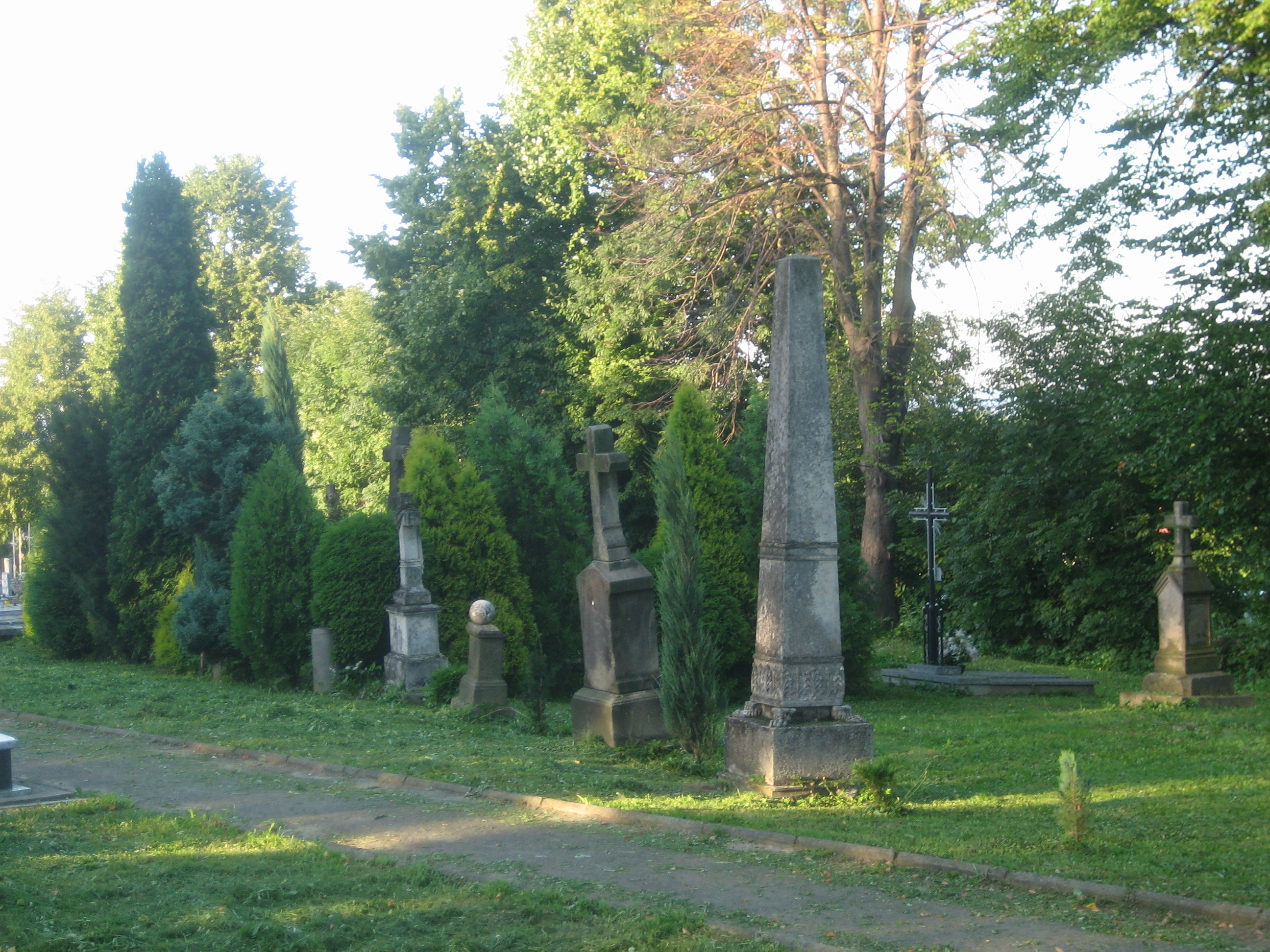
Klimkówka – cmentarz
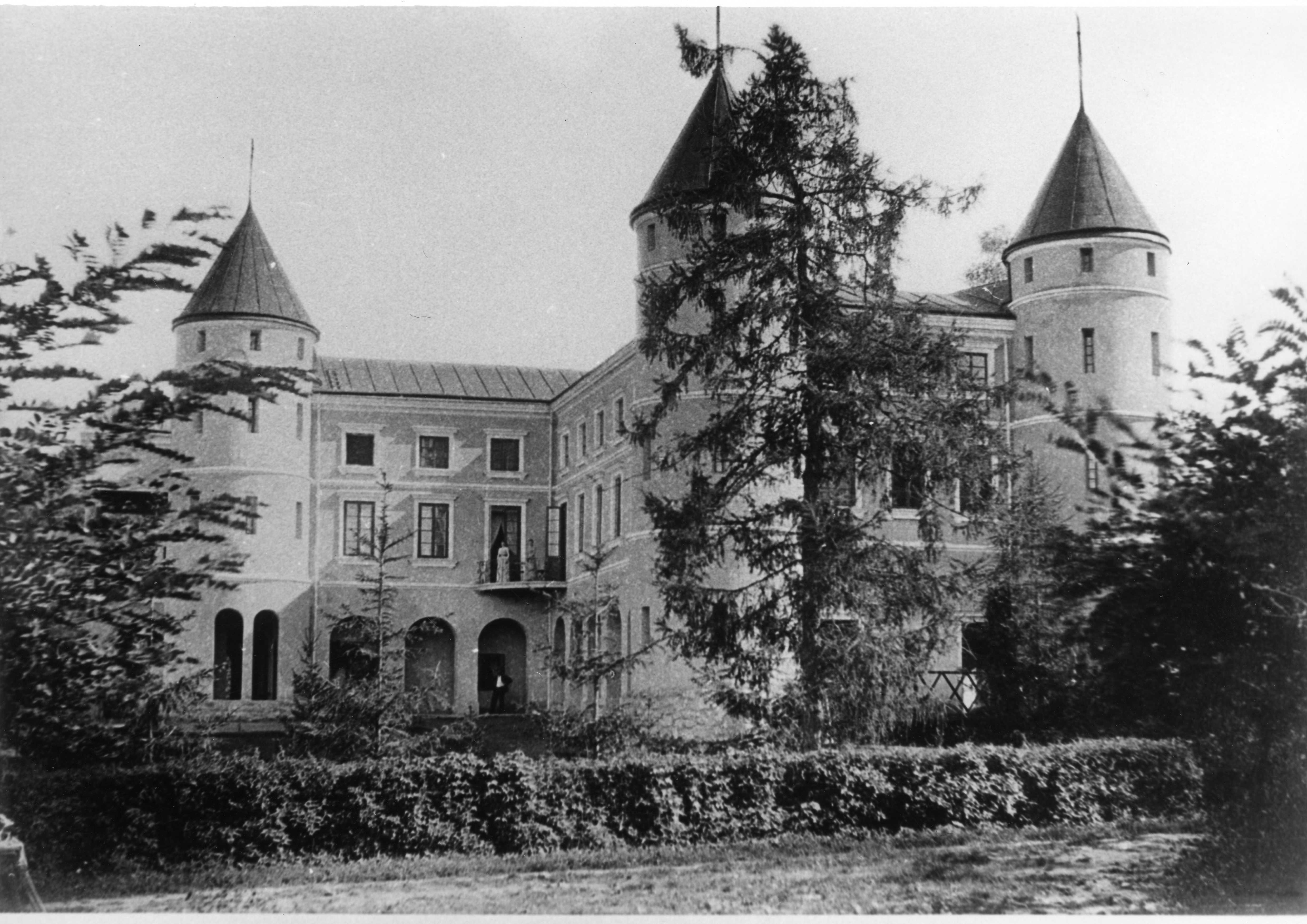
Wzdów – pałac
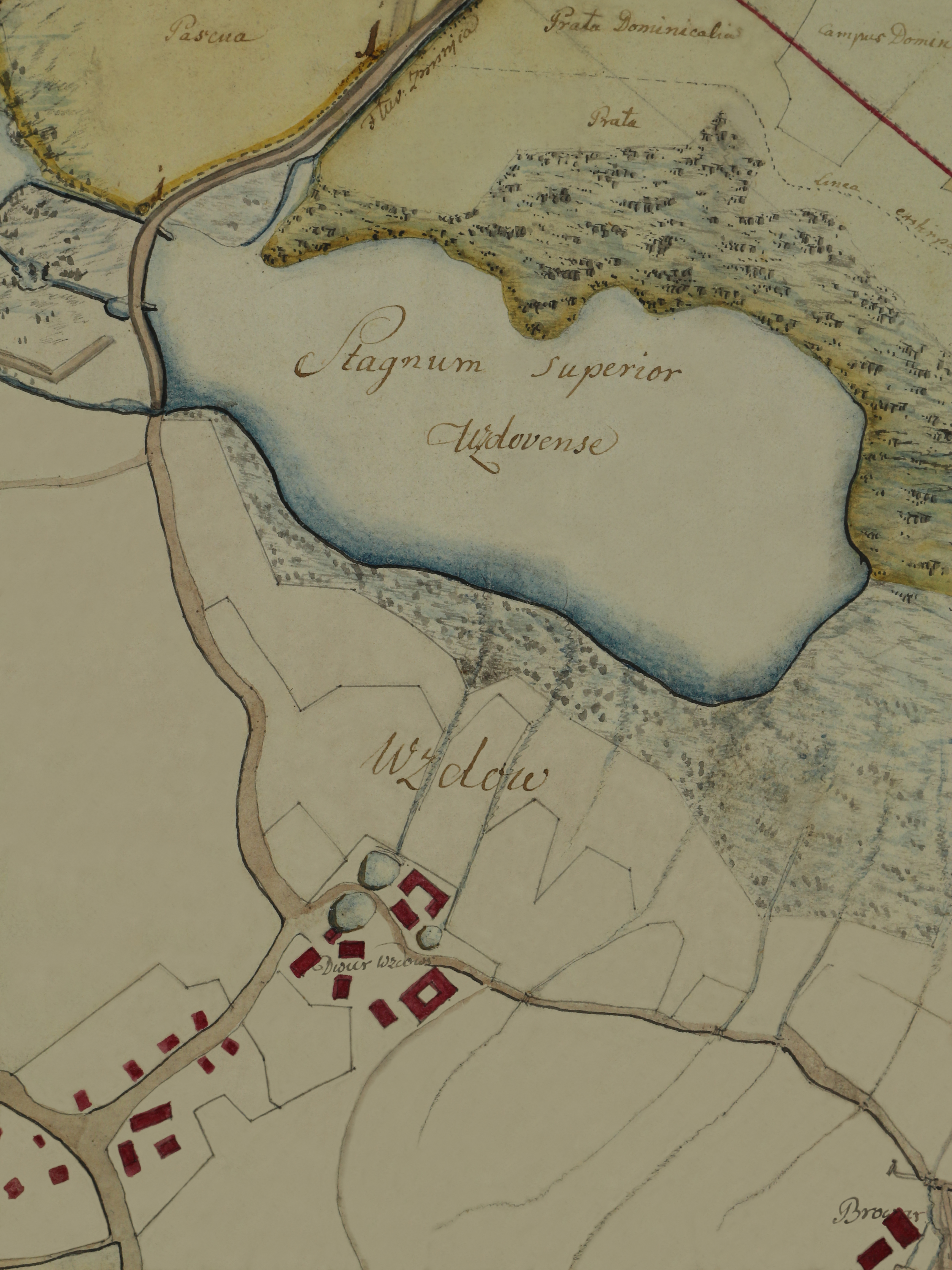
Wzdów na mapie 1798
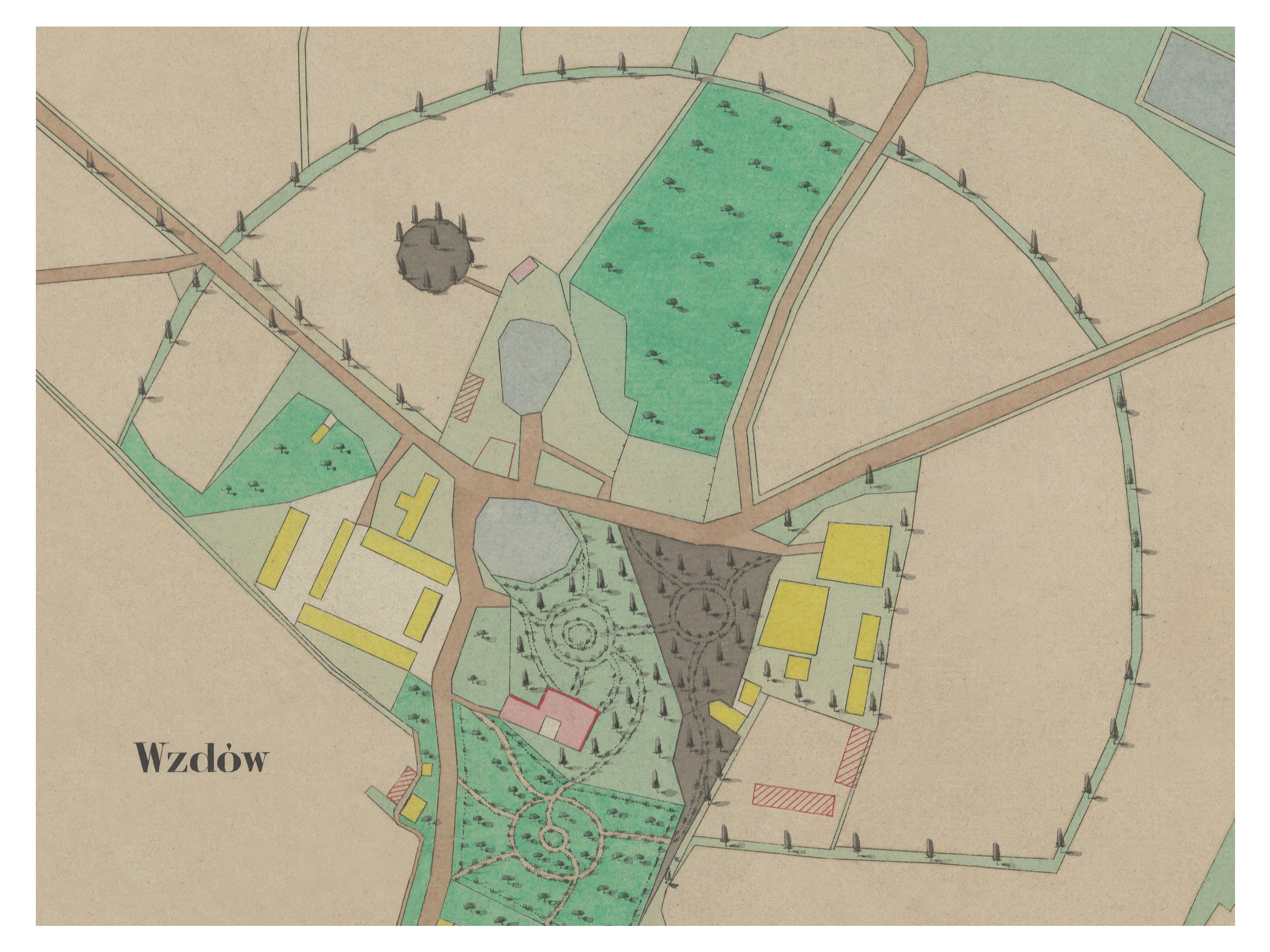
Wzdów na mapie 1851
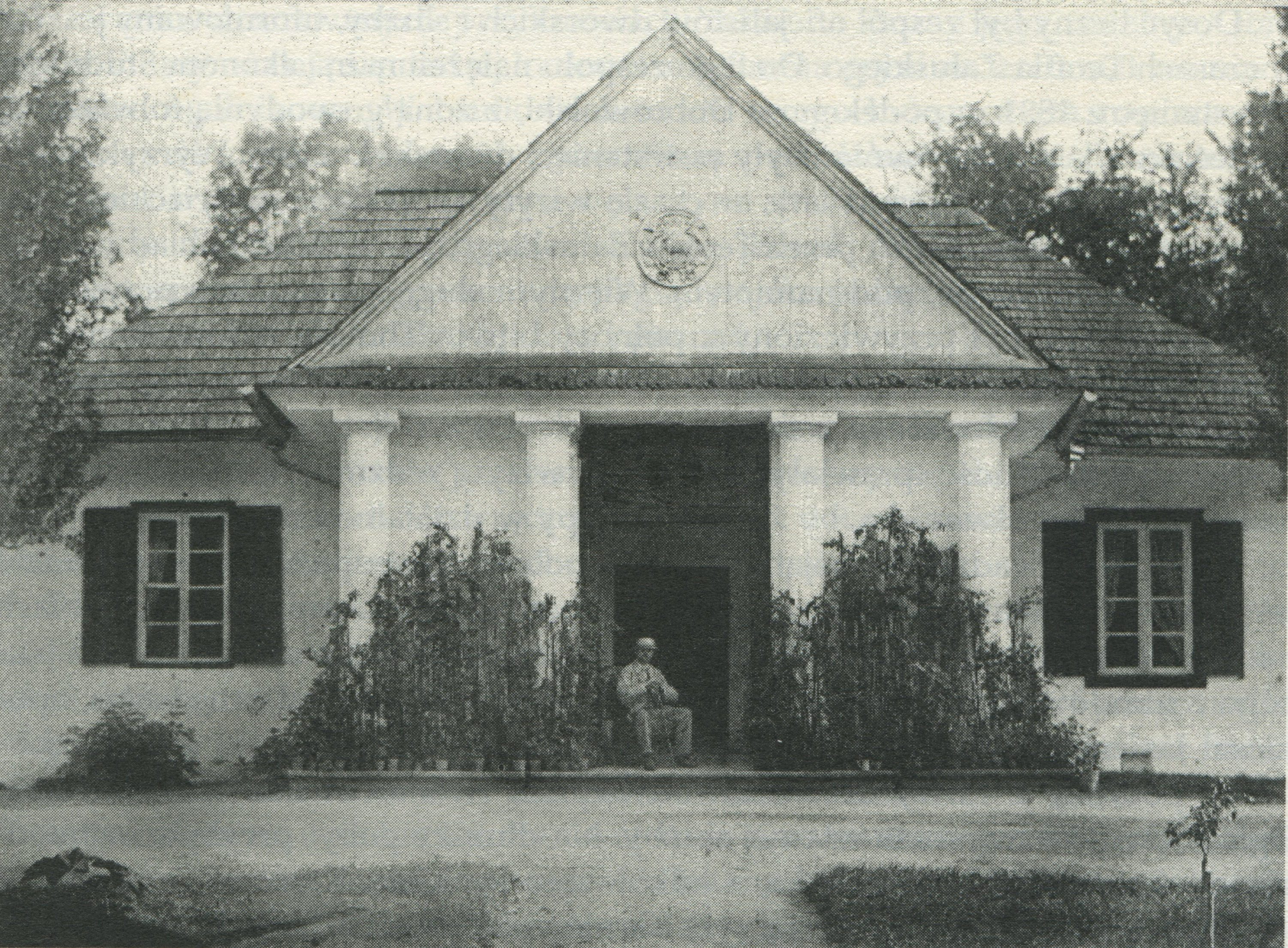
Iwonicz – stary dwór
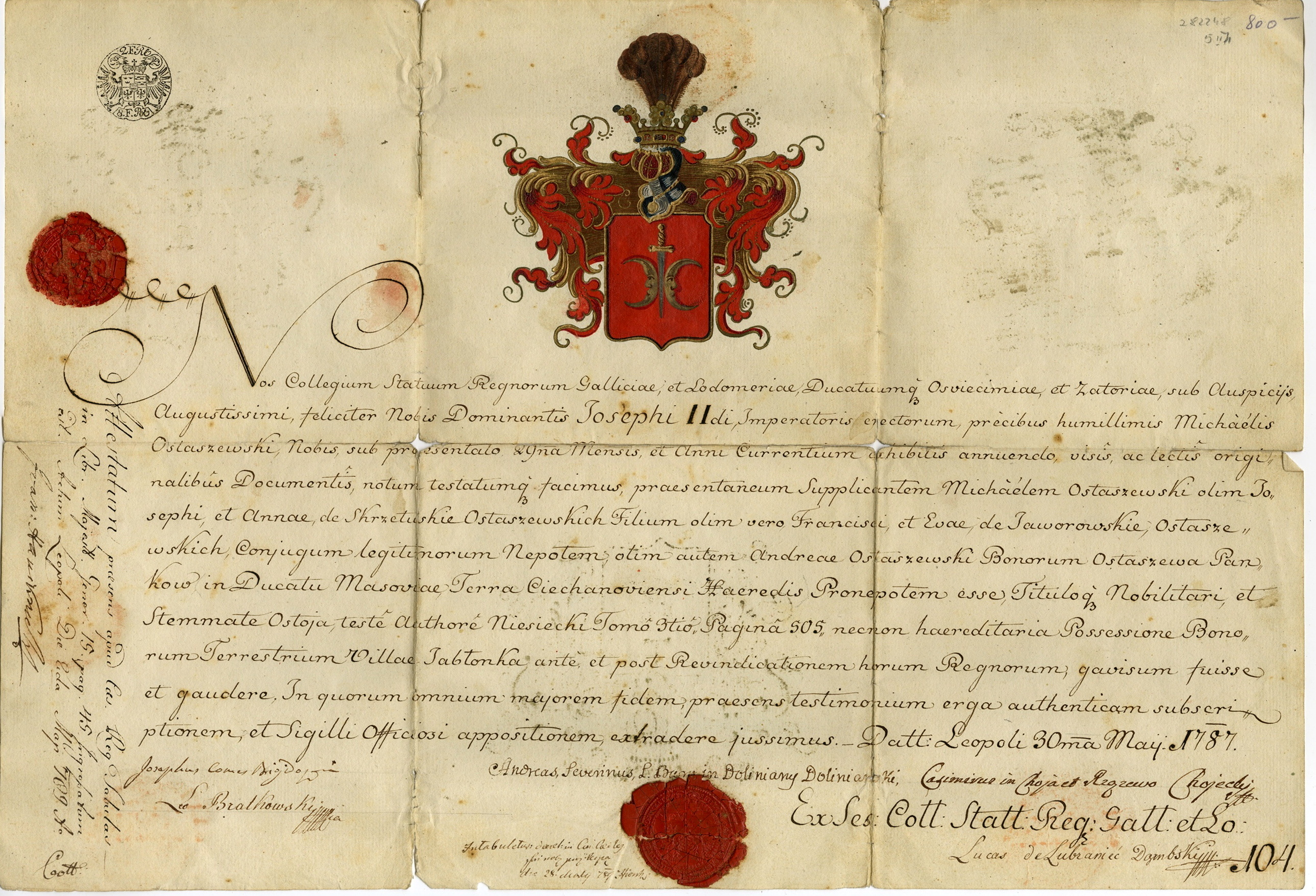
Certyfikat z 1787 roku